# Marloes Horst
Marloes Horst (* 8. März 1989 in Terherne) ist ein niederländisches Model.

## Karriere
Marloes Horst wurde 1989 in einem Dorf im Norden der Niederlande geboren und wuchs in Akkrum, Boarnsterhim auf. Seit 2007 arbeitete sie für die Model-Agentur IMG Models. Daraufhin war sie auf verschiedenen Covern bekannter Modezeitschriften zu sehen, darunter in verschiedenen nationalen Ausgaben der Elle, Grazia und Vogue. 2014 war sie in der 50. Jubiläumsausgabe von Sports Illustrated zu sehen.
Ihr professionelles Debüt hatte sie im September 2008 auf der Pradashow in Mailand. Es folgten weitere Aufträge, unter anderem für Calvin Klein und Victoria’s Secret. 2009 schloss sie mit Valentino einen Werbevertrag für ein Parfum ab. Nach dem Ende ihres Vertrages mit IMG Models im Jahr 2010, folgten neue Verträge, unter anderem mit Next Models (New York) und Ulla Models (Amsterdam). Der Fotograf Terry Richardson lichtete Horst für den Pirelli-Kalender 2010 ab. Seit 2014 ist Marloes Horst das neue Gesicht des Kosmetikherstellers Maybelline New York. 

## Privates
Sie war von Anfang 2014 bis März 2016 mit dem Schauspieler Alex Pettyfer liiert. 
Derzeit lebt Horst in New York.